# Konkurrierende Gesetzgebung
Eine konkurrierende Gesetzgebung bedeutet in föderalen Staaten, dass sowohl der Staat als auch dessen Gliedstaaten über eine Gesetzgebungskompetenz auf demselben Rechtsgebiet verfügen und zu klären ist, wer sie wahrnehmen darf.

## Deutschland
Abweichend von der Grundregel, dass für die Gesetzgebung die Länder zuständig sind, weist das Grundgesetz für die Bundesrepublik Deutschland (GG) im Bereich der konkurrierenden Gesetzgebung das Gesetzgebungsrecht auch dem Bund zu. Wo der Bund von seinem Recht Gebrauch macht, können die Länder grundsätzlich keine Gesetze mehr erlassen (Art. 72 GG). Schon bestehendes Landesrecht tritt außer Kraft, weil dafür die Gesetzgebungskompetenz entfallen ist.
In bestimmten Bereichen steht die konkurrierende Gesetzgebung des Bundes unter der Voraussetzung, dass eine bundeseinheitliche Regelung erforderlich ist; in anderen Bereichen ist den Ländern die Abweichung vom Bundesrecht erlaubt.

### Gegenstand der konkurrierenden Gesetzgebung
Die Sachgebiete der konkurrierenden Gesetzgebung sind in Art. 74 Absatz 1 GG und Art. 105 Absatz 2 GG aufgeführt. Zu den Rechtsbereichen der konkurrierenden Gesetzgebung zählen unter anderem:
- bürgerliches Recht
- Personenstandswesen
- Aufenthalts- und Niederlassungsrecht von Ausländern
- Steuerrecht
- Strafrecht
- Sozialversicherung
- Bodenrecht
- Raumordnung (seit 2009)
- Wasserrecht

### Entstehungsgeschichte
Ursprünglich war die konkurrierende Gesetzgebungskompetenz des Bundes an das „Bedürfnis“ nach einer bundeseinheitlichen Regelung geknüpft. Das Bundesverfassungsgericht hielt dieses Tatbestandsmerkmal für nicht justiziabel, sah das Bedürfnis also immer dann als gegeben an, wenn der Bund tätig wurde. Dadurch weitete sich der Bereich der Bundesgesetze zu Lasten der Länder enorm aus und machte aus der regelungstechnischen Ausnahme den Normalfall.
Nach der Wiedervereinigung wurden deshalb die Voraussetzungen verschärft, um den Ländern wieder mehr Möglichkeiten der Gesetzgebung zu lassen. Aus der Bedürfnisklausel wurde damit die „Erforderlichkeitsklausel“, zu ihrer Kontrolle eigens ein Kompetenzkontrollverfahren zum Bundesverfassungsgericht eingeführt. Das Gericht legte die Klausel nun – im Einklang mit der Intention der Verfassungsänderung – sehr streng aus (vgl. nur BVerfGE 110, 141 Kampfhunde und BVerfGE 106, 62 Altenpflege). Im Zuge der Föderalismusreform 2006 wurde die Erforderlichkeitsklausel daher zwar inhaltlich belassen, aber auf einen Teilbereich der Materien der konkurrierenden Gesetzgebung beschränkt.

### Unterfälle
Heute unterfällt die konkurrierende Gesetzgebung in drei Unterfälle:
- Vorrangskompetenz: Grundsätzlich kann der Bund tätig werden, ohne dass zusätzliche Bedingungen erfüllt sein müssten (Art. 72 Abs. 1 GG).
- Bedarfskompetenz: Auf bestimmten Gebieten hat der Bund das Gesetzgebungsrecht aber nur, wenn und soweit die Herstellung gleichwertiger Lebensverhältnisse im Bundesgebiet oder die Wahrung der Rechts- oder Wirtschaftseinheit im gesamtstaatlichen Interesse eine bundesgesetzliche Regelung erforderlich macht (Art. 72 Abs. 2 GG). Hier ist also die bisherige Erforderlichkeitsklausel erhalten geblieben, welche gem. Art. 93 Abs., 1 Nr. 2a GG vom Bundesverfassungsgericht festgestellt werden kann. Betroffen sind die Materien des Artikels 74 Abs. 1 Nr. 4, 7, 11, 13, 15, 19a, 20, 22, 25 und 26 GG.
- Abweichungskompetenz: In einem dritten Bereich hat schließlich der Bund zwar die Gesetzgebungskompetenz, doch haben die Länder eine Abweichungskompetenz (Art. 72 Abs. 3 GG). Betroffen sind das Jagdwesen (ohne das Recht der Jagdscheine), der Naturschutz und die Landschaftspflege (ohne die allgemeinen Grundsätze des Naturschutzes, das Recht des Artenschutzes oder des Meeresnaturschutzes), die Bodenverteilung, die Raumordnung, der Wasserhaushalt (ohne stoff- oder anlagenbezogene Regelungen), die Hochschulzulassung und die Hochschulabschlüsse sowie die Grundsteuer. Diese Abweichungskompetenz gehört zu den großen Neuerungen der Föderalismusreform. Sie führt dazu, dass in größerem Umfang als bisher Bundesrecht nur in bestimmten Regionen gilt.

### Kollision von Bundes- und Landesrecht
Während sonst nur Bundes- oder nur Landesrecht kompetenzgemäß erlassen werden kann, kann bei der konkurrierenden Gesetzgebung wirksam entstandenes Bundes- und Landesrecht vorhanden sein, etwa weil bei Erlass des Landesgesetzes noch keine bundesrechtliche Regelung vorhanden war. Diese Normenkollision wird durch Art. 31 GG zu Gunsten des Bundesrechts gelöst: „Bundesrecht bricht Landesrecht“, das Landesrecht erlischt also (Geltungsvorrang des Bundesrechts). Diese Regel galt bereits in früheren deutschen Bundesverfassungen. Das Bundesverfassungsgericht leitet die Nichtigkeit des niederrangigen Landesrechts außerdem zusätzlich aus Art. 72 Abs. 1 GG ab, wobei es auf den Wortlaut „solange“ abstellt.
Abweichend hiervon bestimmt Art. 72 Abs. 3 S. 3 GG für die Abweichungskompetenz, dass nicht etwa das höherrangige Recht das niedrigere bricht, sondern dass „im Verhältnis von Bundes- und Landesrecht das jeweils spätere Gesetz“ vorgeht. Es soll sich hierbei auch nicht um einen Geltungsvorrang, sondern nur um Anwendungsvorrang handeln, sodass die verdrängte Norm weiterexistiert und bei Aufhebung der anderen automatisch wieder anzuwenden wäre. Um den Ländern Zeit für die Ausarbeitung abweichender Gesetze zu geben, treten Bundesgesetze auf diesen Gebieten frühestens sechs Monate nach ihrer Verkündung in Kraft, soweit nicht mit Zustimmung des Bundesrates anderes bestimmt ist.

### Kritik
Befürworter eines Wettbewerbsföderalismus bezeichnen die Artikel 72 und 74 GG, die die Bereiche der konkurrierenden Gesetzgebung aufzählen, als das „Trojanische Pferd des Zentralismus“, weil der Grundsatz der gleichwertigen Lebensverhältnisse des Artikel 72 in ausschweifender Art und Weise ausgelegt werden könne und der Katalog des Artikel 74 inzwischen zu viele Bereiche umfasse. Das Problem der Länder dabei sei, dass ihrer Auffassung nach zu viele Kompetenzen an den Bund gehen. 
Diesem vermeintlichen Problem wurde mit einer Grundgesetzänderung vom 27. Oktober 1994 erstmals versucht Rechnung zu tragen, als der Satzteil „Einheitlichkeit der Lebensverhältnisse“ durch „gleichwertige Lebensverhältnisse“ ersetzt wurde. Bundespräsident Horst Köhler hat jedoch für Akzeptanz für die ungleichwertigen Lebensverhältnisse in Nord- und Süd- bzw. Ost- und Westdeutschland geworben. Während Befürworter diese Äußerung nur als offenes Aussprechen einer Wahrheit ansahen, interpretierten Kritiker die Worte so, dass das Ziel der Angleichung der Lebensverhältnisse zwischen Ost und West als Verfassungsziel nun aufgegeben würde.
Insbesondere die neu eingeführte Abweichungskompetenz der Länder ist auf einige Kritik gestoßen. Sie führe dazu, dass erstmals in großem Umfang partielles Bundesrecht existiere, also solches, das nur in einigen Ländern gelte. Zudem sei aus dem Bundesgesetz nicht ersichtlich, ob und welche Landesgesetze mit abweichendem Inhalt ergangen sind. Denkbar seien auch Landesgesetze, die nur teilweise abweichen, sodass ein kompliziertes Regelungsgeflecht entstehe. Schließlich werde die Gefahr eines dauernden Hin und Her zwischen Bundes- und Landesgesetzgeber gesehen.

### Entscheidungen des BVerfG
- BVerfGE 106, 62 – Altenpflegegesetz
- BVerfGE 110, 141 – Kampfhunde
- BVerfGE 111, 10 – Ladenschlussgesetz
- BVerfGE 111, 226 – Juniorprofessur
- BVerfG, Beschluss des Zweiten Senats vom 25. März 2021- 2 BvF 1/20 -, Rn. 1-188 Urteil zum Berliner Mietendeckel

## International
In Österreich regelt Art. 10 B-VG die Bundessachen, bei denen ausschließlich der Bund zuständig ist. Art. 11 B-VG weist dem Bund die Gesetzgebungskompetenz zu, den Ländern die Vollziehung. Art. 12 B-VG gestattet den Ländern den Erlass von Ausführungsgesetzen im Elektrizitätswesen, im Armenrecht und bei Heil- und Pflegeanstalten. In Art. 15 BV-G wird die Gesetzgebung den Ländern überlassen, soweit sie oder der Vollzug nicht dem Bund übertragen ist. Die konkurrierende Gesetzgebung ergibt sich aus Art. 16 Abs. 4 BV-G, wonach die Länder in ihrem Kompetenzbereich auch tätig werden müssen, da ansonsten auch der Erlass der notwendigen Gesetze auf den Bund übergeht (Art. 16 Abs. 4 B-VG). Eine gleiche Bestimmung enthält Art. 23d Abs. 5 B-VG im Hinblick auf Maßnahmen der EU.
In der Schweiz erfüllt der Bund gemäß Art. 42 BV die Aufgaben, die ihm die Bundesverfassung zuweist. Insbesondere obliegt ihm die Militärgesetzgebung (Art. 60 Abs. 1 BV), Zivilschutz (Art. 61 Abs. 1 BV), Berufsbildung (Art. 63 Abs. 1 BV), Umweltschutz (Art. 74 Abs. 1 BV), Raumplanung (Art. 75 Abs. 1 BV), Landesvermessung (Art. 75a BV), Fischerei und Jagd (Art. 79 Abs. 1 BV), Tierschutz (Art. 80 Abs. 1 BV), Straßenverkehr (Art. 82 Abs. 1 BV), Eisenbahnverkehr, Seilbahnen, Schifffahrt sowie Luft- und Raumfahrt (Art. 87 Abs. 1 BV), Transport und Energie (Art. 91 Abs. 1 BV), Post- und Fernmeldewesen (Art. 92 Abs. 1 BV), Radio und Fernsehen (Art. 93 Abs. 1 BV), Bank-, Börsen- und Versicherungswesen (Art. 98 BV), Geld- und Währungswesen (Art. 99 Abs. 1 BV) oder Alkohol („gebrannte Wasser“; Art. 105 Abs. 1 BV). Nimmt der Bund seine Kompetenzen nicht in Anspruch, so bleiben die Kantone zuständig. Wenn sie der Bund hingegen in Anspruch nimmt, ist die kantonale Kompetenz hinfällig (Bundeskompetenz mit nachträglicher derogatorischer Kraft). Die Kantone sind nach Art. 3 BV souverän, soweit ihre Souveränität nicht durch die BV beschränkt ist; sie üben alle Rechte aus, die nicht dem Bund übertragen sind.
In Italien legt der staatliche Gesetzgeber die Prinzipien fest und die Regionen (italienisch regioni) nehmen die Detailgesetzgebung vor. Dieser Kompetenztyp ähnelt der österreichischen Grundsatzgesetzgebung, der italienische Verfassungsgesetzgeber bezeichnet diesen Kompetenztyp jedoch ausdrücklich als konkurrierende Gesetzgebungsbefugnis (italienisch legislazione concorrente; Art. 117 Abs. 3 und Abs. 4 CRI), soweit sie nicht explizit dem Zentralstaat obliegt wie bei Außenpolitik, Landesverteidigung, Sozialfürsorge oder Zivil- und Strafrecht. Die Provinzen (italienisch province) besitzen ebenfalls eine eigene Zuständigkeit (italienisch competenza primaria), hier darf der Zentralstaat nur subsidiär eingreifen (Art. 8 CRI).
In den USA gibt es bei den meisten Rechtsgebieten eine konkurrierende Gesetzgebung (englisch conflicting legislation). Beispielsweise ist das Insolvenzrecht ein Teil des Bundesgesetzes United States Code, aber auch Bundesstaaten regeln Insolvenzthemen auf ihrer Ebene.